# Ајдахо Сити
Ајдахо Сити (енгл. Idaho City) град је у америчкој савезној држави Ајдахо.

## Демографија
По попису из 2010. године број становника је 485, што је 27 (5,9%) становника више него 2000. године.
| Група             | 2000.       | 2010.       |
| Белци             | 418 (91,3%) | 441 (90,9%) |
| Афроамериканци    | 0 (0,0%)    | 0 (0,0%)    |
| Азијати           | 4 (0,9%)    | 4 (0,8%)    |
| Хиспаноамериканци | 7 (1,5%)    | 24 (4,9%)   |
| Укупно            | 458         | 485         |